# Louis Boyer (Astronom)
Louis Boyer (* 20. Januar 1901; † 1999) war ein französischer Astronom.
Er arbeitete lange Jahre an der Sternwarte in Algier, wo er insgesamt 40 Asteroiden entdeckte.
In Anerkennung seiner Leistungen wurde nach ihm der Asteroid (1215) Boyer benannt.